# Nipponomyia joshii
Nipponomyia joshii là một loài ruồi trong họ Pediciidae. Chúng phân bố ở vùng Indomalaya.